# Ildibad
Ildibad (alternativt Heldebadus), död 541, var ostrogotisk kung. Han var dock själv av visigotisk härkomst och släkt med den visigotiske kungen i Spanien.
Han tjänstgjorde som general, när han valdes till kung efter att Witigis avseglat till Konstantinopel. Ildibad hann bara vara kung i ett knappt år, innan han dödades av en gepid vid en bankett.
Ildibad efterträddes av Totila.